# Odd Hassel
Odd Hassel, norveški kemik in nobelov nagrajenec, * 17. maj 1897, Kristiania (današnji Oslo), † 11. maj 1981, Oslo.
Hassel je leta 1915 začel študirati matematiko, fiziko in kemijo na Univerzi v Oslu. Diplomiral je leta 1920, nato pa je odšel v München, kjer je začel delati v laboratoriju profesorja Kasimirja Fajansa.
Med letoma 1934 in 1964 je bil profesor elektrokemije in fizikalne kemije na Univerzi v Oslu. Pri raziskovalnem delu se je posvečal raziskavam konformacij organskih spojin. Leta 1969 je dobil nobelovo nagrado za kemijo za doprinose k razvoju zamisli prilagoditve.